# Aspidium macrodonta
Aspidium macrodonta là một loài thực vật có mạch trong họ Dryopteridaceae. Loài này được (Fée) Ching miêu tả khoa học đầu tiên năm 1941.